# Каміла Ліцвінко
Каміла Ліцвінко (пол. Kamila Lićwinko, при народженні Степанюк, Stepaniuk) — польська легкоатлетка, що спеціалізувалась в стрибках у висоту, призерка чемпіонату світу, чемпіонка світу в приміщенні, призерка чемпіонату Європи у приміщенні, рекордсменка Польщі.
Бронзову медаль чемпіонату світу Ліцвінко завоювала на Лондонському чемпіонаті 2017 року, здолавши висоту 199 см, що було повторенням її особистого рекорду для змагань просто неба.
На чемпіонаті світу в приміщенні 2014 року, який проходив у Польщі, Ліцвінко розділила перше місце з Марією Кучиною.